# Bibliothèque des voix
La Bibliothèque des voix est la première collection française de livres audio pour adultes, créée en 1980 par Antoinette Fouque, aux éditions des femmes. Elle se propose de « réconcilier la culture traditionnelle de l'imprimerie avec la culture moderne de l'audiovisuel, au lieu de les opposer, ». La lecture des œuvres est interprétée par l'auteur lui-même (écrivain, philosophe...) ou par des comédiens prestigieux. La collection bénéficie d'un accueil critique laudatif et accueille plus de 130 titres,.

## Histoire

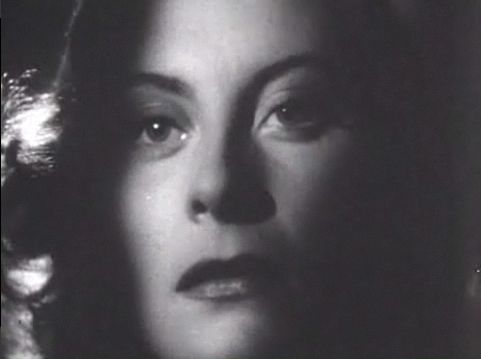
Michèle Morgan, lectrice interprète du roman La Princesse de Clèves de Madame de La Fayette pour « La Bibliothèque des voix ».

Antoinette Fouque, figure éminente du MLF et fondatrice des éditions des femmes, a affirmé que la collection de livres sonores, d'abord nommée « Écrire, entendre », lui a été inspirée par sa mère, fille aînée illettrée d'une famille d'immigrés italiens, n'ayant jamais pu bénéficier d'une scolarité car lui avait échu la responsabilité d'élever ses frères et sœurs cadets,. Elle écrivit à ce sujet : 
« Ma mère, qui ne savait pas lire et avait grandi avec le cinéma muet, a été libérée par l’arrivée du cinéma parlant. Je voulais avec le livre audio apporter une libération semblable aux femmes illettrées et à celles qui, entre interdit et inhibition ne trouvent ni le temps, ni la liberté de prendre un livre. » 
Ainsi, les éditions des femmes-Antoinette Fouque, paraphrasant cette citation fondatrice, perpétuent le souvenir que la collection est « dédiée à sa mère, qui n’a pu apprendre à lire et à écrire, et à sa fille qui, comme de nombreuses femmes, ne trouve ni le temps ni la liberté de prendre un livre. » 
C'est en 1981, soit un an après sa création, que la collection prend son nom définitif, la « Bibliothèque des voix ». Selon Fanny Mazzone dans la revue Sociologie de l'Art, « parce qu’elle met en scène la littérature en même temps que les procédés artistiques en jeu dans le processus littéraire (musicalité et rythme, tableaux, figures de style où le texte donne à voir, etc.), » elle « se trouve à la croisée de plusieurs formes artistiques engagées dans la composition. » Cette collection particulière apparaît à une période de diversification, moins militante, de la ligne éditoriale originelle des éditions des femmes, car l'ambition qu'elle porte à ses origines est notamment de donner accès à des personnes analphabètes à des classiques anciens ou modernes des littératures française et étrangères, tels que La Princesse de Clèves de Madame de La Fayette lue par Michèle Morgan, À la recherche du temps perdu de Marcel Proust lu par Jean-Louis Trintignant, ou encore Jane Eyre de Charlotte Brontë lue par Fanny Ardant. Le plus souvent, de grandes actrices de théâtre ou de cinéma y prêtent leur voix à de grandes œuvres. Autant que possible, selon le vœu d'Antoinette Fouque, les textes contemporains sélectionnés pour figurer dans la collection sont lus par leurs auteurs vivants eux-mêmes, comme les extraits choisis de Tropismes de Nathalie Sarraute, Avec mon meilleur souvenir de Françoise Sagan, ou plus tard Les Rêveurs d'Isabelle Carré.
Confiés à l'ingénieure du son Michèle Muller,, les premiers enregistrement de ces « livres-parlants » se font sur cassettes et sont lus sur des magnétophones, ensuite miniaturisés en walkmans. La collection suit l'évolution des supports d'enregistrement du son de la fin du XXe siècle et du début du XXIe, passant des cassettes aux CD, puis aux enregistrements numériques disponibles en streaming,. Un important travail de numérisation des enregistrements des décennies précédentes fut ainsi effectué par la maison au cours des années 2010,. Aujourd'hui, la collection a pour directrice artistique Francesca Isidori,.

## Interprètes

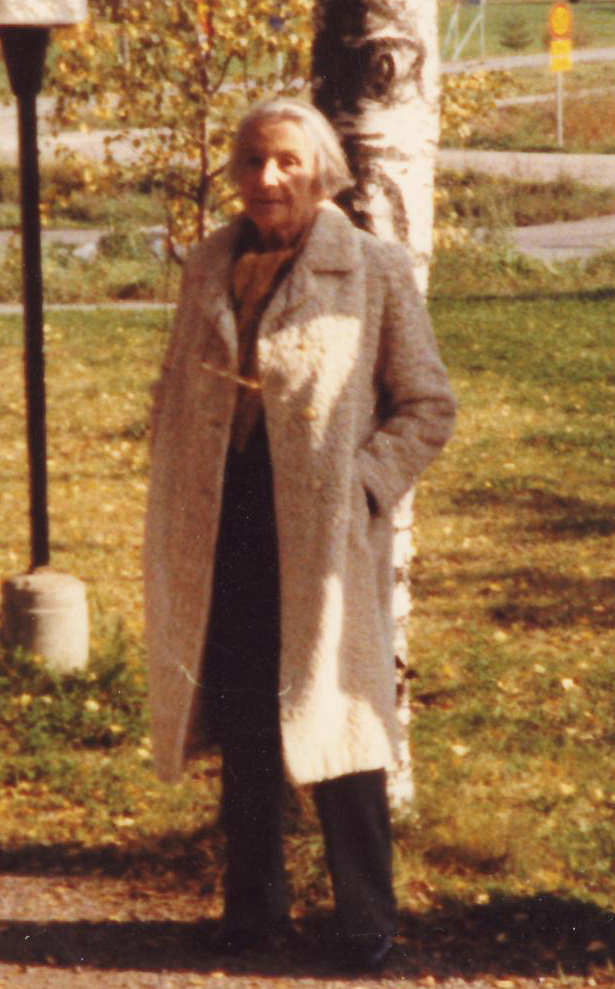
Nathalie Sarraute, qui a interprété elle-même des extraits de son livre Tropismes pour « La Bibliothèque des voix ».

Liste non exhaustive des lecteurs à voix haute des textes emblématiques de la Bibliothèque des voix :

### Auteurs ayant lu leur propre œuvre
- Élise Boghossian
- Geneviève Brisac
- Isabelle Carré
- Chantal Chawaf
- Andrée Chedid
- Hélène Cixous
- Marie Darrieussecq
- Jacques Derrida
- Chahdortt Djavann
- Georges Duby
- Marguerite Duras
- Antoinette Fouque
- Sylvie Germain
- Françoise Giroud
- Julien Gracq
- Benoîte Groult
- Gisèle Halimi
- Marie-France Pisier
- Hubert Reeves
- Line Renaud
- Yasmina Reza
- Sonia Rykiel
- Françoise Sagan
- Nathalie Sarraute
- Marie Susini
- Simone Veil
- Françoise Xénakis

### Acteurs ayant interprété des classiques
- Isabelle Adjani
- Anouk Aimée
- Fanny Ardant
- Ariane Ascaride
- Stéphane Audran
- Nathalie Baye
- Dominique Blanc
- Carole Bouquet
- Isabelle Carré
- Julie Debazac
- Catherine Deneuve
- Arielle Dombasle
- Anny Duperey
- Françoise Fabian
- Liane Foly
- Sami Frey
- Nicole Garcia
- Juliette Gréco
- Anouk Grinberg
- Isabelle Huppert
- Chiara Mastroianni
- Maria Mauban
- Daniel Mesguich
- Jeanne Moreau
- Michèle Morgan
- Anna Mouglalis
- Michel Piccoli
- Micheline Presle
- Dominique Reymond
- Madeleine Robinson
- Coline Serreau
- Jean-Louis Trintignant
- Marie Trintignant

## Auteurs

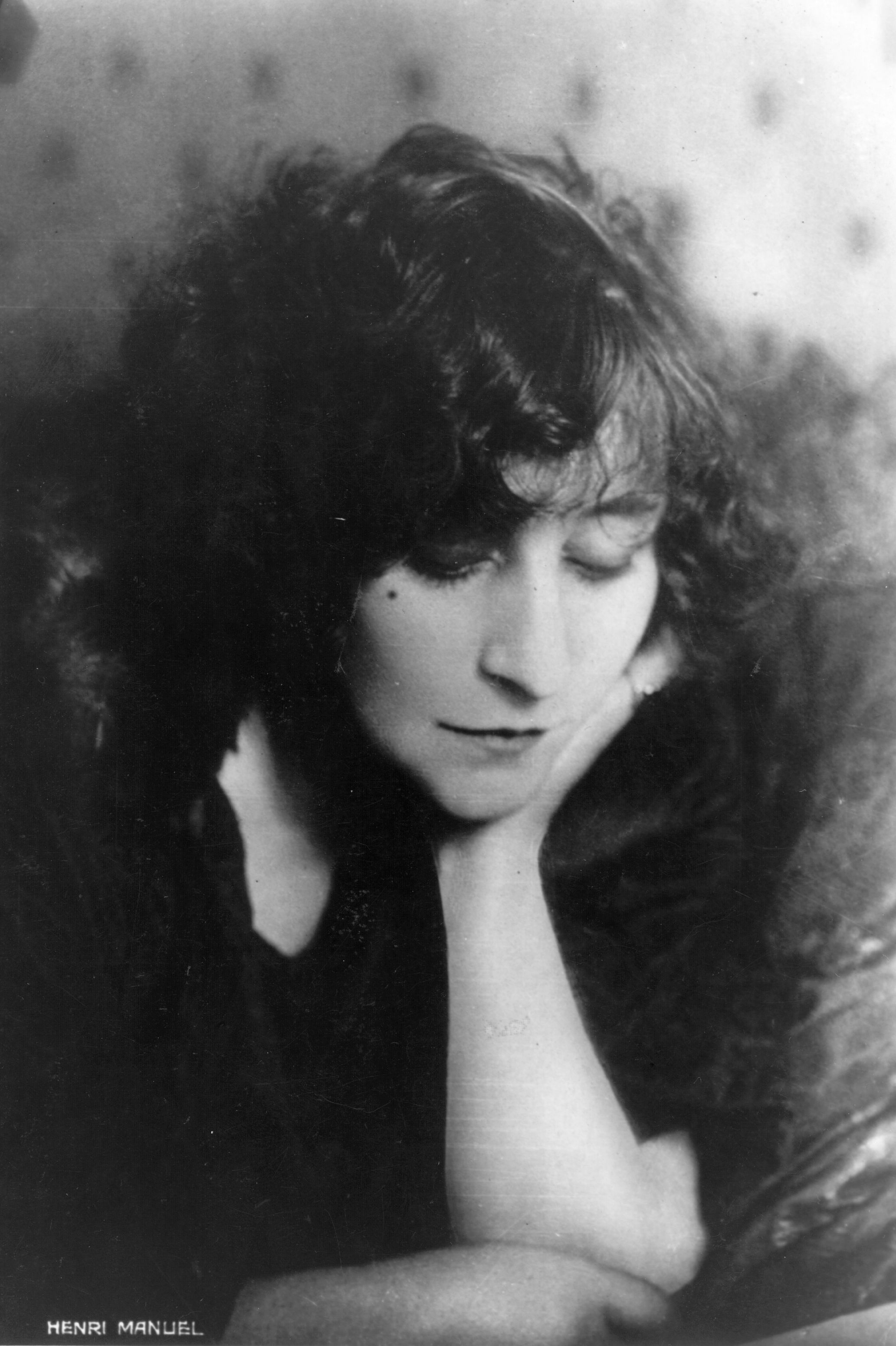
Colette, autrice française iconique, dont plusieurs œuvres enrichissent « La Bibliothèque des voix ».

Liste non exhaustive des auteurs emblématiques dont plusieurs œuvres figurent à la Bibliothèque des voix :
- Honoré de Balzac
- Karen Blixen
- Hélène Cixous
- Colette
- Marie Darrieussecq
- Denis Diderot
- Marguerite Duras
- Antoinette Fouque
- Sylvie Germain
- Benoîte Groult
- Jean Genet
- Homère
- Charles Juliet
- Clarice Lispector
- Carson McCullers
- Anaïs Nin
- Sylvia Plath
- Marcel Proust
- Françoise Sagan
- George Sand
- Nathalie Sarraute
- Anton Tchekhov
- Marina Tsvetaïeva
- Virginia Woolf

## Prix littéraires
Depuis sa création, les « livres-parlants » de « La Bibliothèque des voix » ont été récompensés par de nombreux prix littéraires spécialisés dans le livre audio ou la parole enregistrée : à savoir, les prix de l'Académie Charles Cros, les Grands Prix du livre audio décernés par l'association La Plume de Paon et le Prix du livre audio France Culture - Lire dans le noir.

### Grands Prix du livre audio par La Plume de Paon
- Anna Mouglalis, plusieurs fois lauréate des Grands Prix du livre audio, notamment pour ses lectures dans « La Bibliothèque des voix ».2023 : 

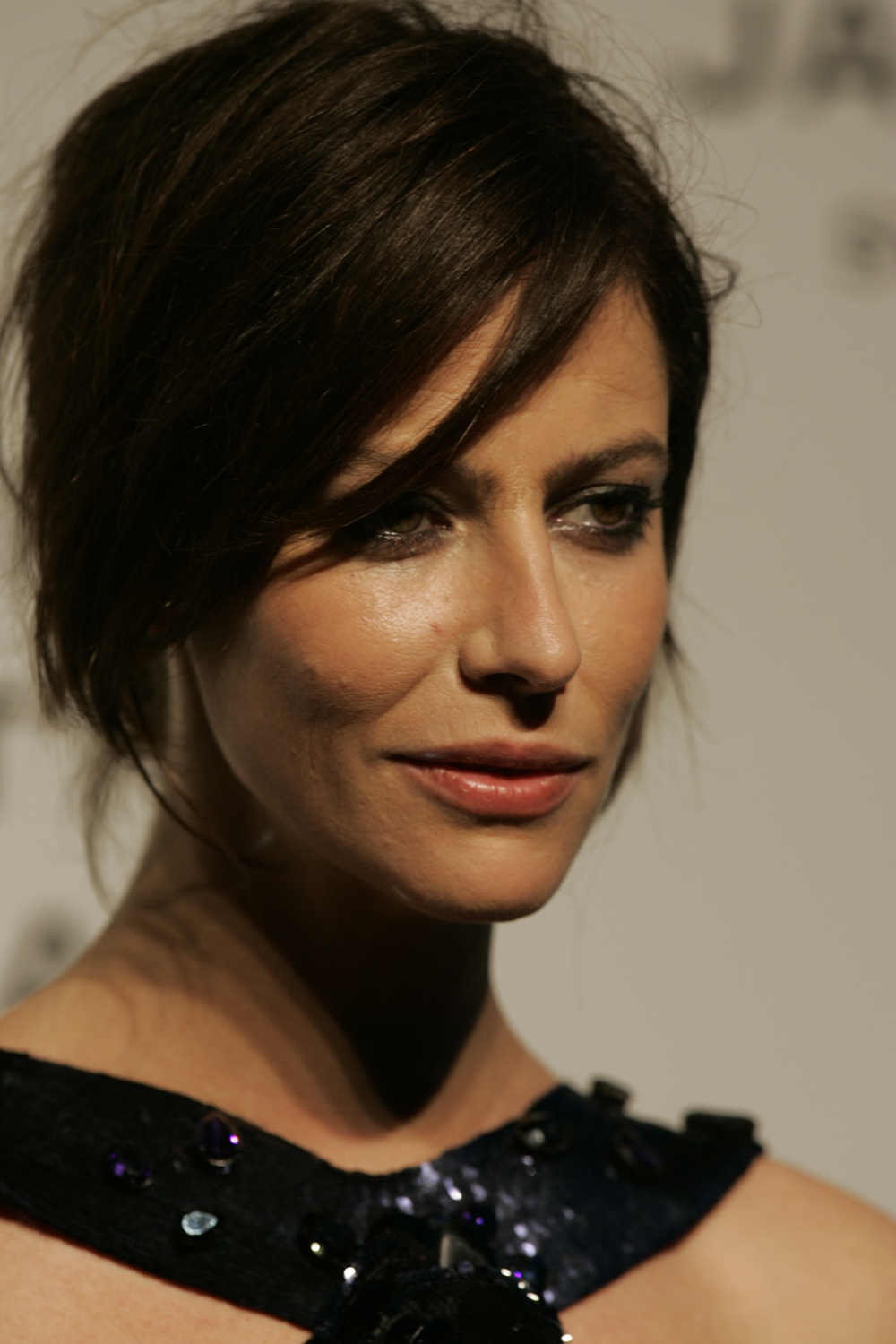
Anna Mouglalis, plusieurs fois lauréate des Grands Prix du livre audio, notamment pour ses lectures dans « La Bibliothèque des voix ».

  - Grand Prix Classique pour Bonhomme de neige Bonhomme de neige de Janet Frame, traduction de l'anglais (Nouvelle-Zélande) par Keren Chiaroni et Élisabeth Letertre, lu par Isabelle Carré[24].
  - Grand Prix Document pour Au-delà de nos larmes de Tatiana Mukanire Bandalire, lu par Guila Clara Kessous[24].
- 2022 : Plume d'Or pour Des mots pour agir contre les violences faites aux femmes, recueil abrégé dirigé par Eve Ensler et Mollie Doyle, traduction de l'anglais (États-Unis) par Samia Touhami, lu par Guila Clara Kessous avec la participation de Francis Huster[25].
- 2021 : Plume d'Or pour Au phare de Virginia Woolf, traduction de l'anglais (Royaume-Uni) par Anne Wicke, lu par Fanny Ardant[26].
- 2020 : Prix du public, catégorie Littérature classique, pour Le Gars de Marina Tsvétaïeva, traduction du russe par l'autrice, lu par Anna Mouglalis[27].
- 2019 : Grand Prix, catégorie Littérature classique, pour Fénitchka de Lou Andreas-Salomé, traduction de l'allemand par Nicole Casanova, lu par Anna Mouglalis[28],[29].
- 2018 : 
  - Grand Prix, catégorie Littérature contemporaine, pour Aucun de nous ne reviendra de Charlotte Delbo, lu par Dominique Reymond[30].
  - Prix du public, catégorie Littérature classique, pour La Dame au petit chien suivie de La Fiancée d'Anton Tchekhov, traduction du russe par Edouard Parayre et Lily Denis, lues par Julie Debazac[31].

### Prix de l'Académie Charles Cros

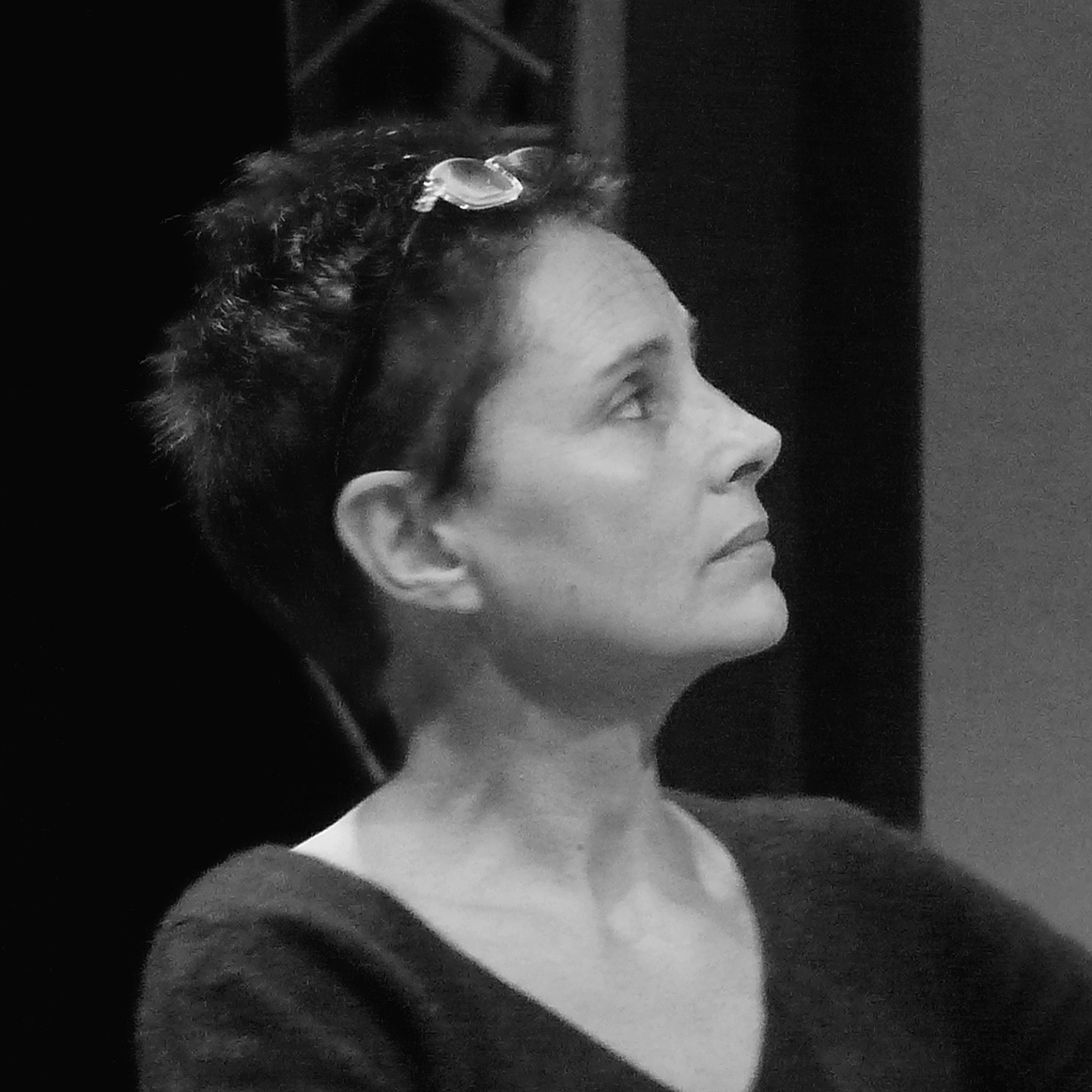
Anouk Grinberg, récipiendaire de trois Coups de cœur de l'Académie Charles Cros pour ses lectures dans la collection.

- Anouk Grinberg, récipiendaire de trois Coups de cœur de l'Académie Charles Cros pour ses lectures dans la collection.2023 : 
  - Grand Prix de l'Académie Charles Cros pour : Trobairitz : Femmes de cour, dames de cœur (Poèmes de femmes troubadours), livre audio bilingue traduit de l'occitan médiéval par Nathalie Koble, lu par Dominique Reymond (français) et la traductrice (occitan), avec un livret établi par Nathalie Koble de 56 pages[32].
  - Coup de cœur de la parole enregistrée, catégorie Souvenirs, pour : Une femme dans la guerre, 1970-2016 de Christine Spengler, lu par l'autrice, avec un livret de 32 pages[33].

- 2022 : Coup de cœur de la parole enregistrée, catégorie Fiction, pour : La Ballade du café triste et autres nouvelles de Carson McCullers, traduction de l'anglais (États-Unis) par Jacques Tournier, lu par Anouk Grinberg[34].
- 2021 : quatre Coups de cœur de la parole enregistrée pour[35] :
  - La beauté du ciel de Sarah Biasini, lu par l'autrice ;
  - Brèves de solitude de Sylvie Germain, lu par l'autrice ;
  - Félicité de Katherine Mansfield, lu par Anne Consigny ;
  - Savannah Bay, variations de Marguerite Duras, avec les voix de l'autrice, Bulle Ogier et Madeleine Renaud ;
- 2020 : 
  - Coup de cœur de la parole enregistrée, catégorie Fiction, pour : La Vagabonde de Colette, lu par Anouk Grinberg[36] ;
  - Coup de cœur de la parole enregistrée, catégorie Correspondance, pour : Lettres à Missy de Colette, lu par Anouk Grinberg[36].
- 2019 :
  - Coups de cœur de la parole enregistrée, catégorie Fiction, pour :
    - Les Rêveurs d'Isabelle Carré, lu par l'autrice[37] ;
    - La Femme de trente ans de Honoré de Balzac, lu par Ariane Ascaride[37].

  - Coup de cœur de la parole enregistrée, catégorie Correspondance, pour Est-ce que tu m'aimes encore ? de Marina Tsvétaïeva et Rainer Maria Rilke, lu par Noémie Lvovsky et Micha Lescot[37].

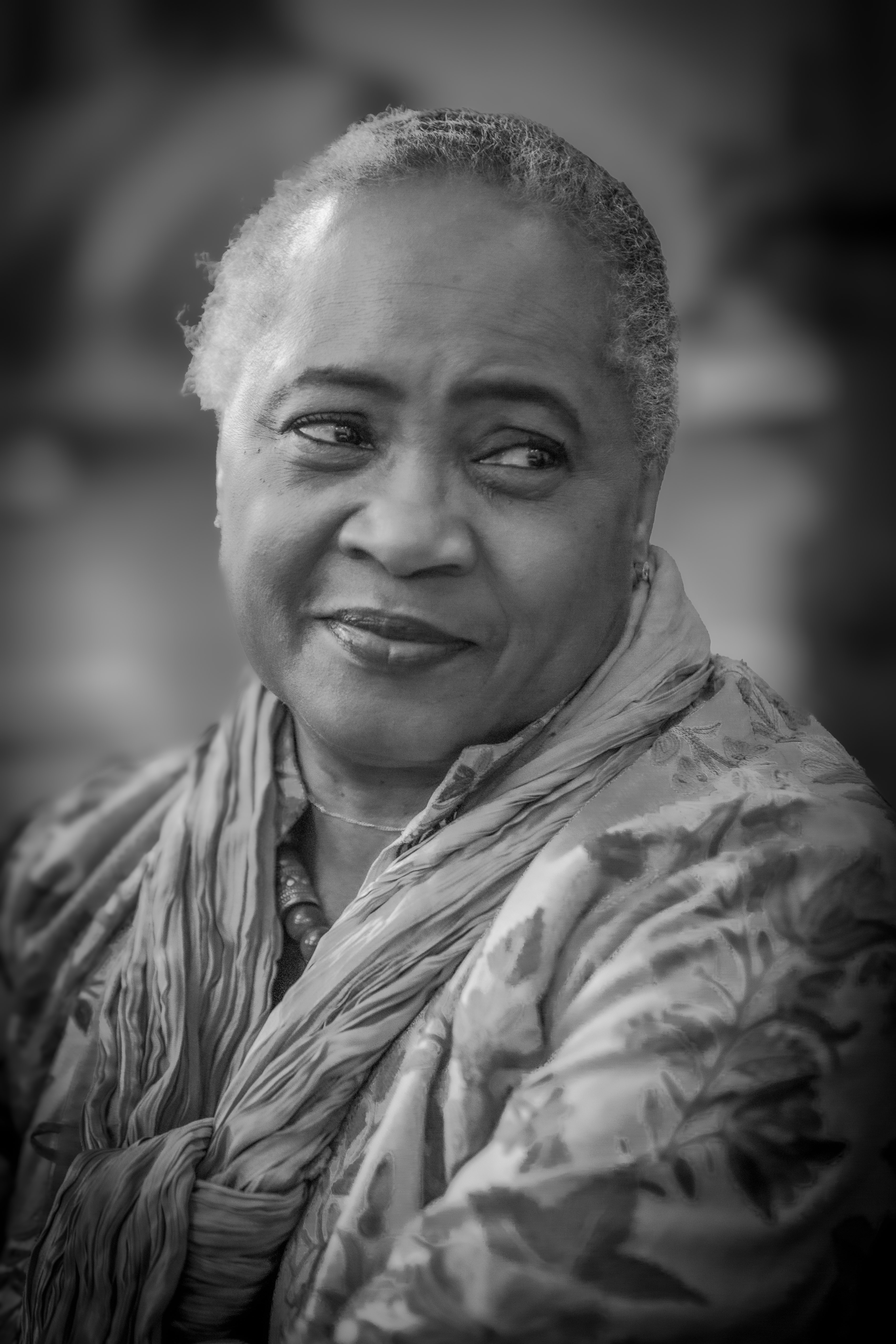
Barbara Hendricks, lauréate du Prix du livre audio France Culture - Lire dans le noir pour sa lecture de Maya Angelou parue dans la collection.

- Barbara Hendricks, lauréate du Prix du livre audio France Culture - Lire dans le noir pour sa lecture de Maya Angelou parue dans la collection.2018 : Coup de cœur de la parole enregistrée, catégorie Fiction, pour : Fénitchka de Lou Andreas-Salomé, traduction de l'allemand par Nicole Casanova, lu par Anna Mouglalis[38],[39].
- 2016 : Grand Prix de la parole enregistrée, pour Te Rejoindre de Charles Juliet, lu par l'auteur[40],[41].
- 2006 : Coup de cœur de la parole enregistrée, pour Stella d'Anaïs Nin, lu par Julie Debazac[42].

### Prix du livre audio France Culture - Lire dans le noir
- 2023 : Je sais pourquoi chante l'oiseau en cage de Maya Angelou, traduction de l'anglais (États-Unis) par Christiane Besse, lu par Barbara Hendricks : catégorie Non-fiction[43].
- 2022 : Just Kids de Patti Smith, traduction de l'anglais (États-Unis) par Héloïse Esquié, lu par Isabelle Huppert : catégorie Non-fiction[44].
- 2021 : Lettres à Missy de Colette, lu par Anouk Grinberg : catégorie Non-fiction[45].